# Padar
La isla de Padar es una pequeña isla de Indonesia ubicada en las islas menores de la Sonda. Administrativamente, pertenece a la provincia de Nusatenggara Oriental (Indonesia). Se encuentra dentro del Parque nacional de Komodo.

## Geografía

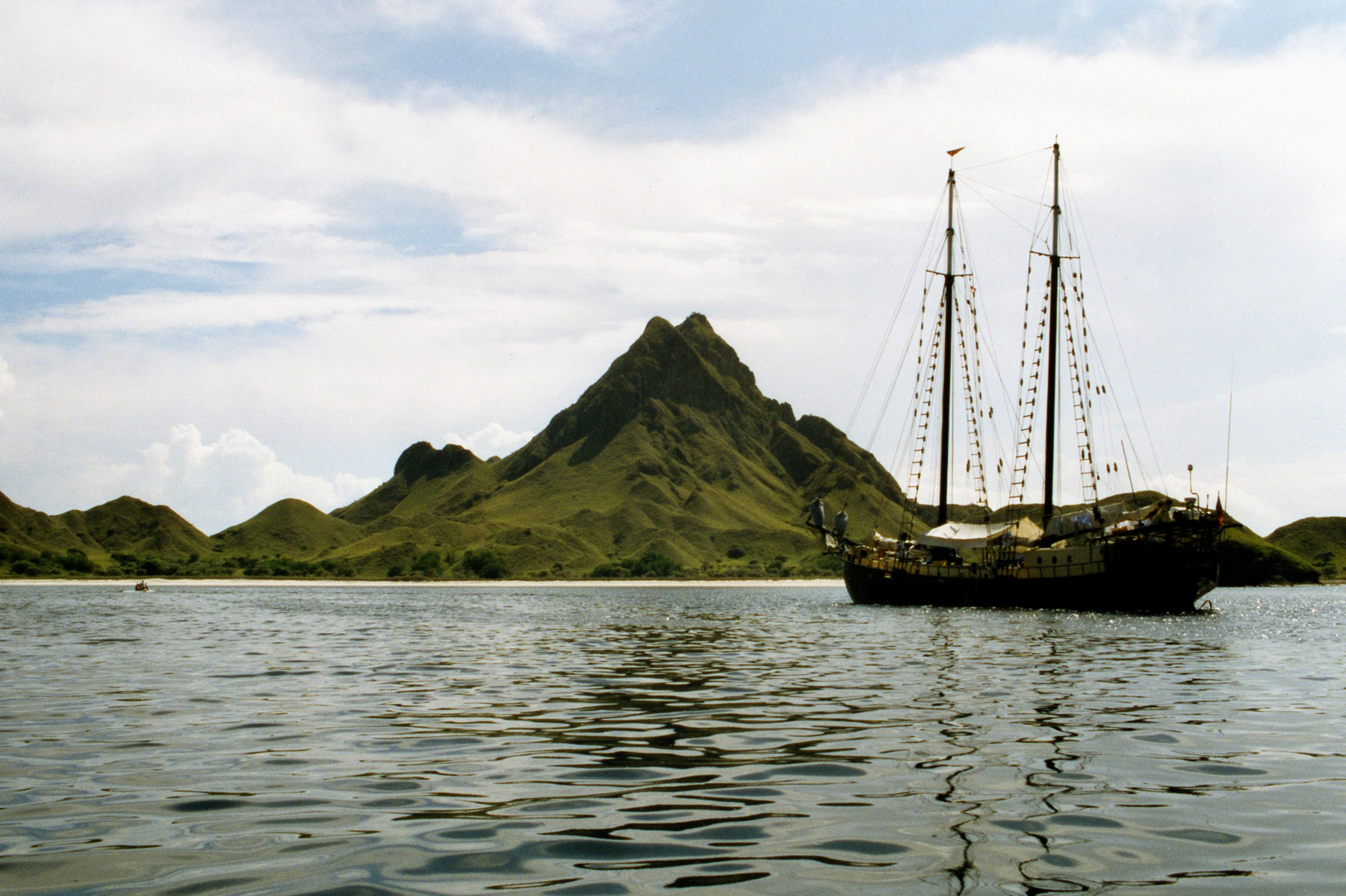
Vista de Padar.

Padar se encuentra entre la isla de Komodo al oeste y la de Rinca al este.